# Terre-neuvier

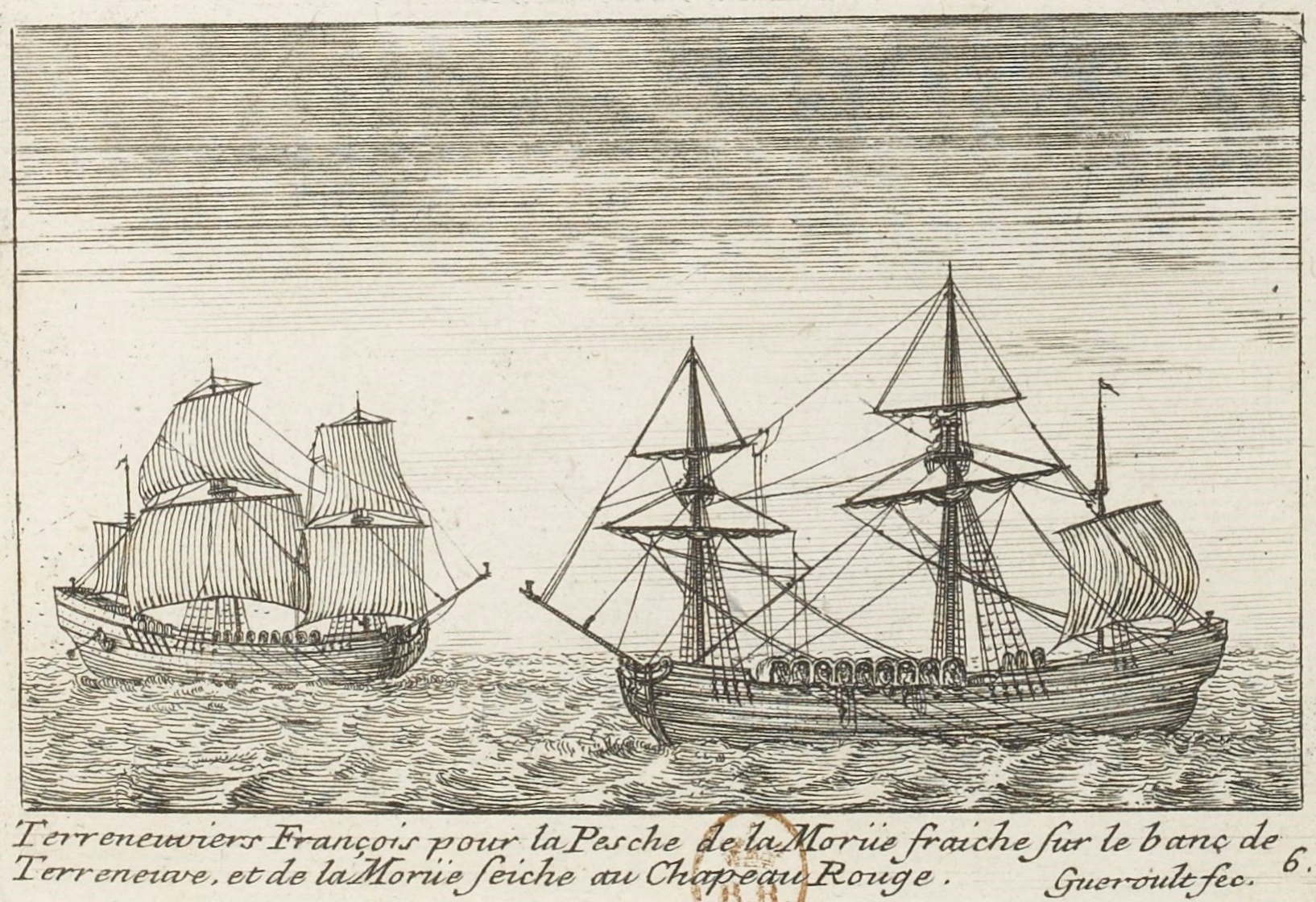
Deux terre-neuviers en 1710.

Un terre-neuvier ou terre-neuvas est le nom donné, principalement en Normandie et en Bretagne, aux bateaux équipés pour aller pêcher la morue sur les Grands Bancs de Terre-Neuve au Canada. Ces termes désignent également quelquefois le pêcheur lui-même, qui est cependant le plus souvent appelé terre-neuva.

## Présentation

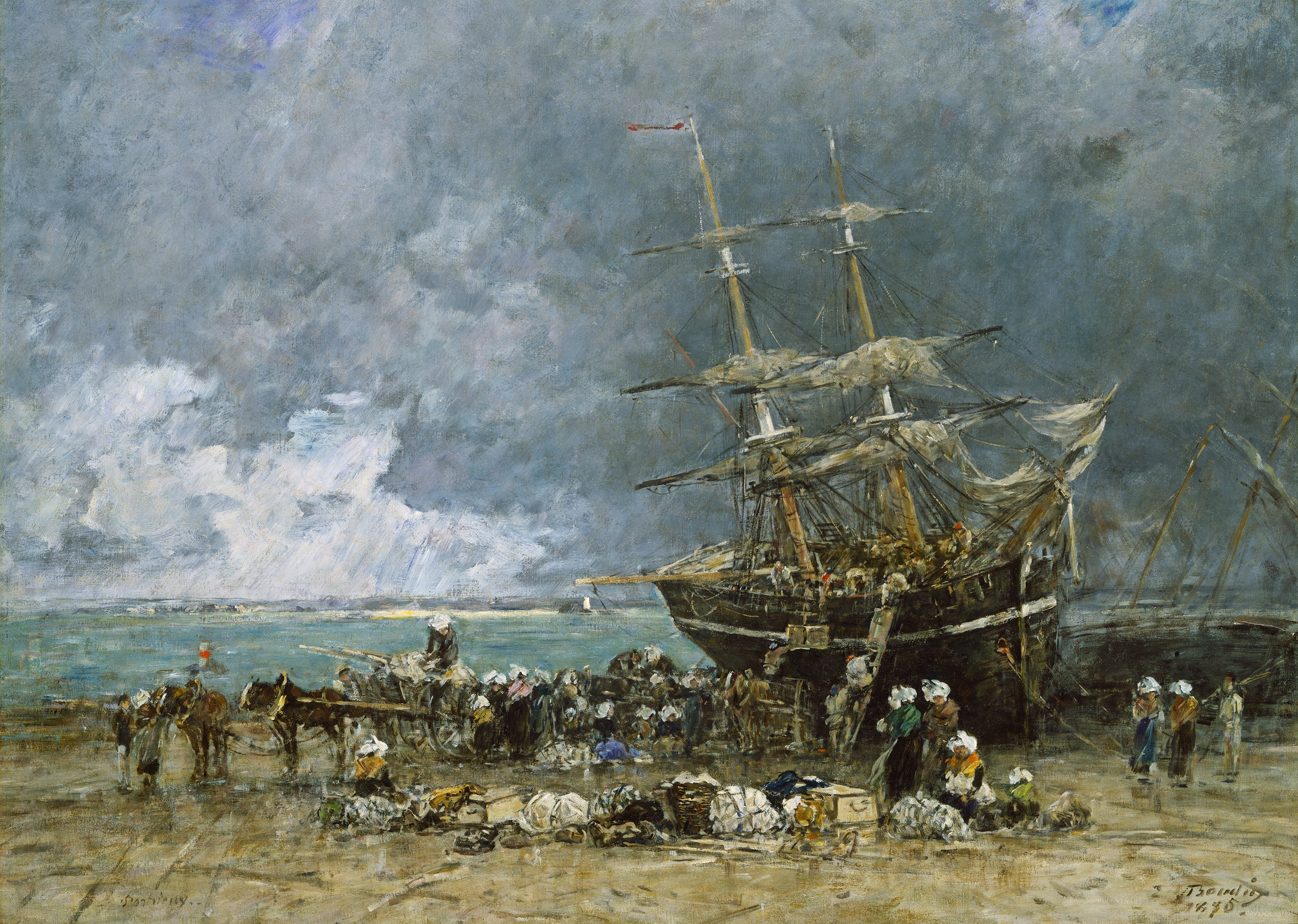
Retour d'un Terre-neuvier
Eugène Boudin, 1875
Washington, National Gallery of Art

Un bâtiment terre-neuvier est un morutier. Le premier d'entre eux est la Catherine, qui quitte le port du Havre en janvier 1544, pour partir à la pêche à la morue vers Terre-Neuve. Au XVIIe siècle, Le Havre devient l'un des premiers ports français pour la pêche de la morue verte.
Chaque bâtiment porte de nombreux doris qui sont mis à l'eau les jours de pêche, à moins que celle-ci soit faite au moyen de lignes traînées de part et d'autre du navire.
Les marins terre-neuvas sont des professionnels de la grande pêche à Terre-Neuve et, d'une manière plus générale, aux divers lieux de pêche à la morue.

## Histoire
Au XVIe siècle, les navires morutiers étaient similaires aux bâtiments marchands, sans gréements spécifiquement adaptés à la pratique de la pêche. Ces navires servaient simplement au transport des pêcheurs et de leurs vivres, équipements et matériaux ; ils restaient au mouillage durant la pêche. L’épave du San Juan, un baleinier basque disparu en 1565 à Red Bay, dans le Labrador, illustre bien cette typologie : c’est un trois-mâts de 22 mètres de long pour 6,5 de large, d’une capacité de 250 tonneaux.
Au XVIIe siècle, si les méthodes de pêche n’évoluent pas, les bâtiments morutiers connaissent pour leur part une diversification des typologies, avec en particulier une distinction forte entre navires de pêche sédentaire et navires de pêche errante. Pour la pêche sédentaire, le tonnage est alors plus élevé que pour les bâtiments de pêche errante, dont les modèles ne se distinguent pas des unités de commerce. 

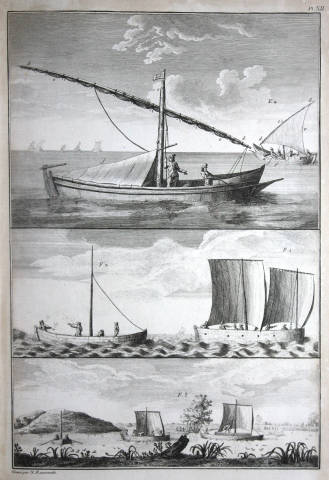
Illustration du Traité général des pesches de Duhamel du Monceau.

C’est au XVIIIe siècle que l’on trouve un premier texte fondateur dans l’histoire de l’architecture des terre-neuviers : le Traité général des pesches (1769-1772) de Duhamel du Monceau, qui présente les différents types de navires. La différence de tonnage entre bâtiments de pêche sédentaire et de pêche errante se maintient, mais il est doublé par rapport au XVIIe. Les plus gros navires de pêche sédentaire armés à Saint-Malo peuvent ainsi atteindre 400 tonneaux. Ils comportent des chaloupes de 4 à 5 tonneaux qualifiées de « biscayennes » qui permettent à un équipage de trois hommes d’aller pêcher à partir de la côte. L’armement est parfois renforcé de goélettes de 20 à 80 tonneaux, plus aisées à manœuvrer que les brigantins. Pour la pêche errante, le tonnage est compris entre 40 et 120 tonneaux, et les typologies sont surtout marquées par des caractéristiques régionales.
Le XIXe siècle est alors celui de la spécialisation des navires, qui procède en premier lieu du remplacement des lourdes chaloupes par des doris. Chaque navire possède alors une vingtaine de ces embarcations prévues pour deux hommes (un patron et un avant). La capacité de tonnage augmente également, et trois nouvelles caractéristiques viennent définir les terre-neuviers : la tenue au mouillage sur les bancs, la puissance du guideau et la solidité de la structure avant de la coque. Les typologies d’embarcations sont alors multiples : brick, brick-goélette, trois-mâts carré, trois-mâts barque, trois-mâts goélette. C’est ce dernier modèle qui est privilégié par les armateurs bretons et malouins, et constitue au milieu du XIXe le premier type de bâtiment fonctionnellement spécialisé pour la grande pêche à Terre-Neuve. La simplicité de la manœuvre de gréement du trois-mâts goélette est en effet adaptée à cette fonction, de même que son port atteignant 400 à 500 tonneaux. Il atteint alors 45 mètres de long, pour une voilure de 800m².

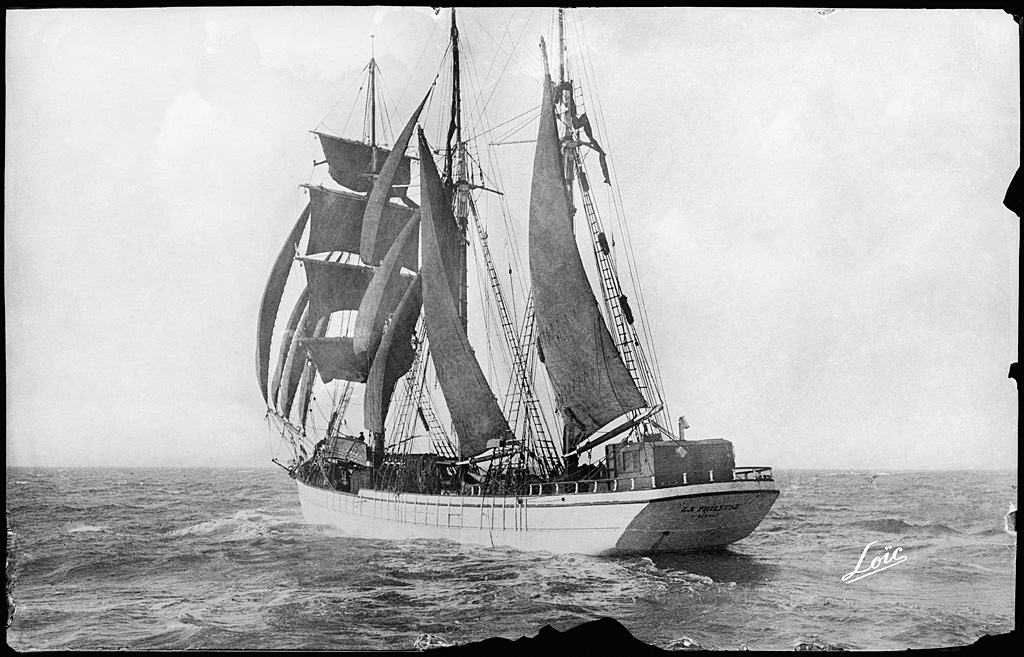
Carte-postale du début du XXe siècle capturant le départ d'un terre-neuvier à Dinard.

La concurrence des chalutiers est à l’origine de la disparition des armements à voile dès 1904, date des premiers essais du chalutier à vapeur d’Arcachon la Jeanne à Terre-Neuve. L’Augustin Le Borgne est ensuite le premier chalutier à vapeur spécialement conçu pour la grande pêche morutière, en 1905. Ce choix du chalutage s’explique par l’augmentation du rendement économique des navires, mais aussi par l’amélioration des conditions de sécurité. Parmi les derniers chalutiers, on peut retenir le Victor-Pléven ou le Shamrock III, symbole de la fin de l’histoire de la grande pêche à la morue.

## Liste de terre-neuviers notables
- Marité, actuellement rattaché au port de Granville où il effectue des trajets touristiques
- Creoula
- Palinuro
- Le René Guillon, dernier terre-neuvier en activité jusqu'en 1951
- La Catherine, premier terre-neuvier, en janvier 1544
- Le Zazpiakbat
- Le Maurice, terre-neuvier qui secourt les naufragés de l'Austria
- Le Thérésa, dernier terre-neuvier granvillais détruit en 1933 dans une collision
- Le Charles-Edmond[4]

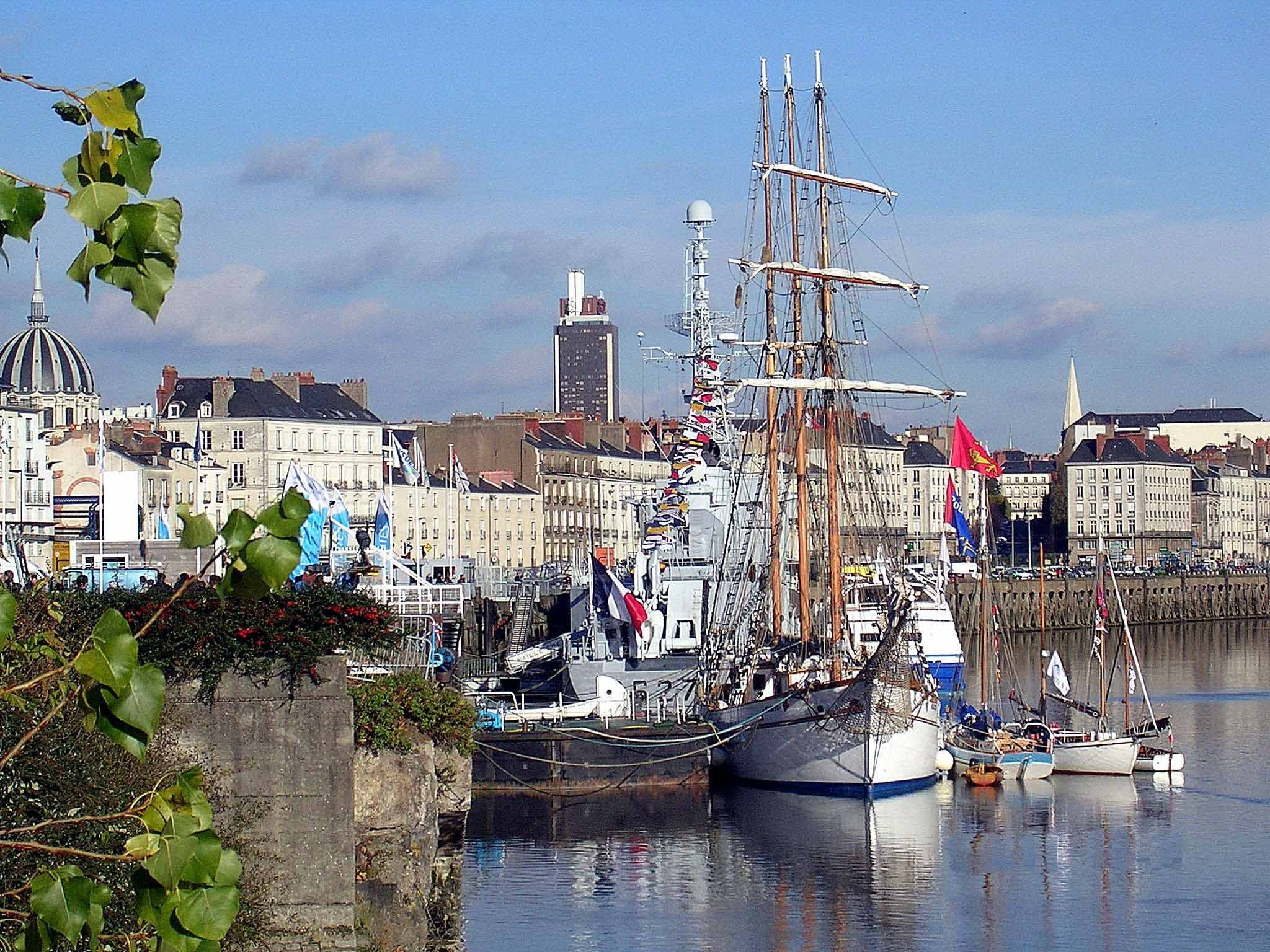
Terre-neuvier : le Marité, en escale dans le port de Nantes
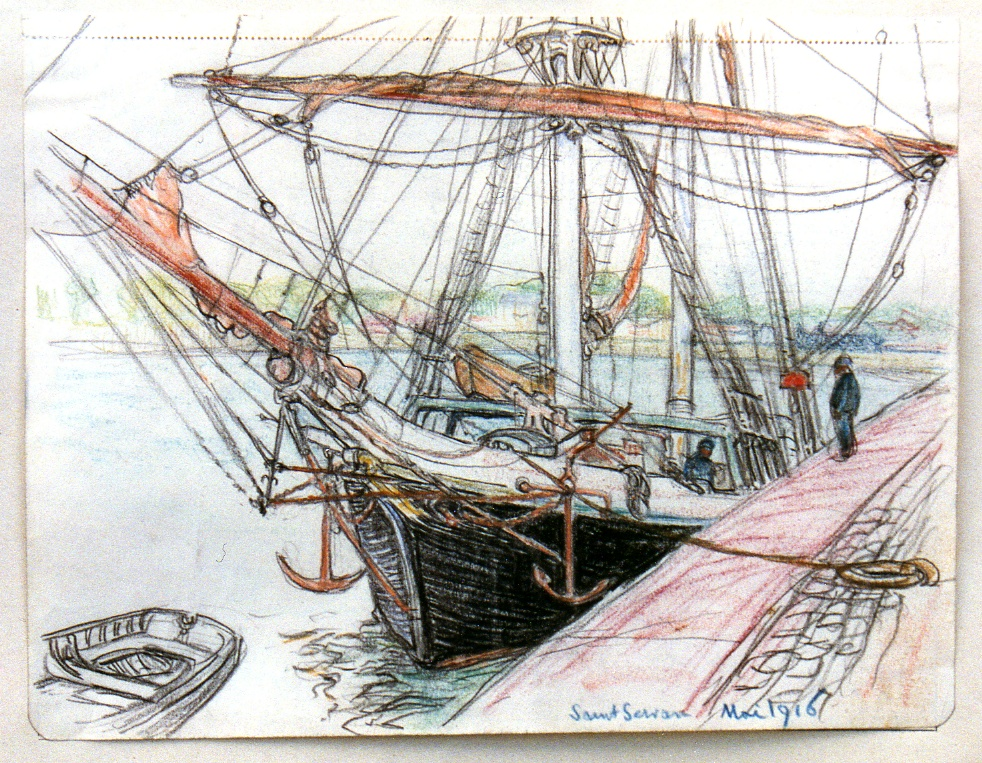
Terre-neuvier à quai à Saint-Servan en mai 1916